# Nénette (orang-outan)
Pour les articles homonymes, voir Nénette.
Nénette est un orang-outan de Bornéo (Pongo pygmaeus) femelle, née vers 1969 à Bornéo, où cette espèce est endémique. Capturée dans sa jeunesse, elle vit en France depuis 1972, à la ménagerie du Jardin des plantes de Paris. C'est l'une des doyennes du genre Pongo (2024).

## Biographie

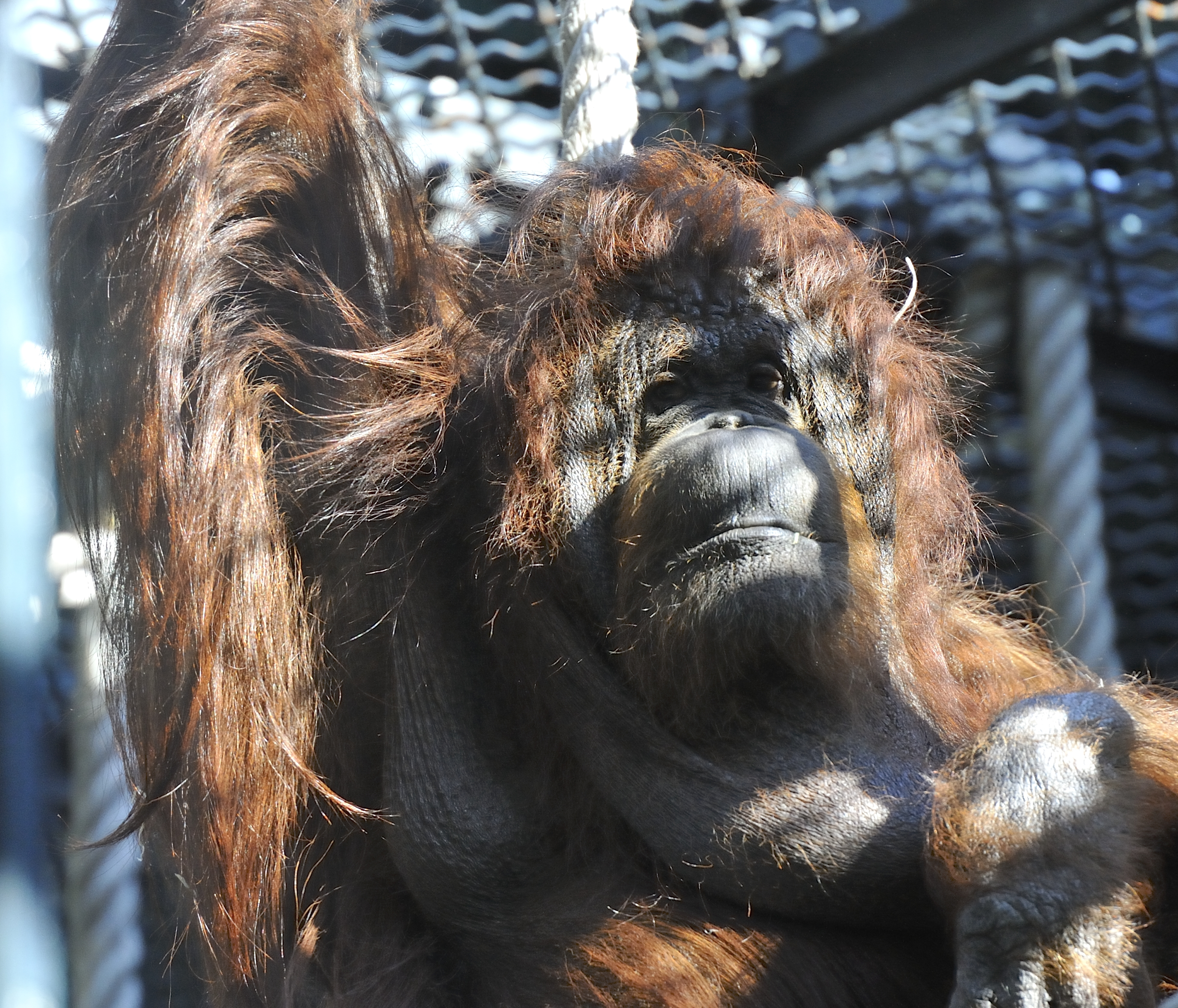
Nénette en 2014.

Née vers 1969 à Bornéo, elle est capturée jeune. Sa mère a probablement été abattue pour pouvoir la capturer afin de la vendre. Son histoire précise n'est pas connue avant le 16 juin 1972, lorsqu'elle arrive à la ménagerie du Jardin des plantes de Paris.
Nénette appartient à la sous-espèce Pongo pygmaeus pygmaeus, qui est en danger critique d'extinction d'après l'évaluation de l'Union internationale pour la conservation de la nature (UICN), notamment à cause de la perte de leur habitat due à la déforestation et aux incendies, de la chasse illégale et des épidémies.
Nénette fait partie du programme européen pour les espèces menacées (EEP) de son espèce, un programme d'élevage conservatoire de l'Association européenne des zoos et aquariums (EAZA). Elle a eu quatre fils qui sont nés à Paris. Les deux premiers (Doudou en 1979 et Mawa en 1983) avec le mâle Toto, capturé avec elle à Bornéo, puis, après la mort de Toto, deux autres (Tubo en 1994 et Dayu en 1999) avec Solok, un mâle du zoo de Leipzig arrivé en 1987,. Fin 2020, une de ses petites-filles, Surya (fille de Mawa), vit au Zoo Aquarium de Madrid, avec deux de ses arrière-petits-enfants, Sabah née en 2016 et Sinar né en 2020.
Cet orang-outan fait partie des individus les plus âgés connus au monde chez ce genre de grands singes.

## Notoriété et défense de ses intérêts
Vedette du zoo parisien, Nénette est l'héroïne éponyme du film de Nicolas Philibert sorti en 2010 et du livre pour enfants La Retraite de Nénette de Claire Lebourg, édité à L'École des loisirs en 2017.
Nénette fait partie des grands singes connus pour réaliser des dessins, et peut rester concentrée plusieurs dizaines de minutes sur l'un d'eux,.
Nénette est aussi une cause de mobilisation d'organisation protectrice des animaux et d'élus,, contre l'existence de la ménagerie du jardin des plantes. Les membres de l'association Paris Animaux Zoopolis considèrent qu'elle a besoin de davantage d'espace et d'accès à des arbres, qui lui permettraient d'exprimer le comportement naturel de son espèce, et qu'elle devrait donc être placée dans un refuge. Une des vétérinaires s'occupant de Nénette défend quant à elle que comme une vieille humaine, l'orang-outan tient à ses repères et à ses habitudes, et que la faire partir du lieu où elle est captive depuis 1972 serait préjudiciable pour elle.
Après plus de 50 ans passés au zoo, Nénette (et ses compagnons orangs-outans) va connaitre un agrandissement de son enclos d'environ 600m2 à partir de 2025. Ces travaux s’inscrivent dans un projet de rénovations d’envergure annoncé depuis 2014 par le Muséum national d’histoire naturelle.[Passage à actualiser]